# Krauts with Attitude
Krauts with Attitude war ein 1991 veröffentlichtes Compilation-Album und gilt als erster deutscher Hip-Hop-Sampler. Das Album wurde von den DJs Michael Reinboth und Katmando sowie dem Journalisten Chris Maruhn zusammengestellt und gilt als „Bestandsaufnahme“ des deutschen Hip-Hop und „einigermaßen repräsentativer Querschnitt durch die westdeutsche Hip Hop Szene“ der frühen 1990er Jahre.

## Hintergrund
Der Titel Krauts with Attitude nimmt Bezug auf eine Titelgeschichte der Musikzeitschrift Spex vom März 1990, in dem die kalifornische Hip-Hop-Gruppe N.W.A (Niggaz with Attitude) und den Begriff „Krauts“ als stereotypisierende Bezeichnung für Deutsche zusammengefasst wurden.
Alle auf dem Sampler vertretenen 15 Musiker und Bands stammen aus Westdeutschland. Trotz des Anspruchs, 100 % deutschen Hip Hop bieten zu wollen, rappten nur drei Musiker in deutscher Sprache, elf in Englisch und eine Musikerin in Französisch. Auch musikalisch orientierten sich die Stücke stark an US-amerikanischen Vorbildern wie N.W.A, Ice Cube, Dr. Dre und Public Enemy, die zum damaligen Zeitpunkt die wichtigsten Identifikationsfiguren der westdeutschen Hip-Hop-Szene darstellten.

## Covergestaltung
Das Cover zeigt den Titel Krauts with Attitude in den Farben Schwarz-Rot-Gold vor einer grauen Mauer sowie den Untertitel German HipHop Vol.1. Die Covergestaltung sowie der Text der Liner Notes, in dem es u. a. heißt: „Es ist Zeit, dem Selbstbewusstsein der Engländer oder Amerikaner irgendwas entgegenzusetzen. [...] Es war schwer genug, als Nicht-Amerikaner und Bleichgesicht im HipHop akzeptiert zu werden. Ich glaube, hier liegt die Schuld deutlich bei den großen Plattenfirmen, die vorzugeben meinen, ohne einen Neger kein HipHop verkaufen zu können.“, wurde von Dietmar Elflein als problematisches „nationalistisches Statement“ verstanden.

## Titelliste
1. L.S.D.: Accompagnato (Jazzy Muv Part 2) – 5:11
2. N-Factor: Rebelz In Rhythm (A.U.A. Vers.) – 6:36
3. Controversial Unique Style: Jungle Philosophie – 3:21
4. State Of Departmentz: Better World – 4:24
5. Dub Invaders featuring Ras Anna: Bad Woman Skank – 3:58
6. Original Kick: I Can't Stop – 3:27
7. Mentally Black Alliance: King Of Pimps – 3:41
8. End Two: My Name Is End Two Producer – 7:37
9. Al Rakhun featuring Bunker Youth: Gimme What Ya Got – 4:24
10. Brothers Moving Germany: Brothers On The Slide – 4:27
11. Exponential Enjoyment: Style Introduction – 4:04
12. Raw Deal: Mellow Poet Over The Top – 4:30
13. Lyrical Poetry: Poetry Of An Alien – 3:47
14. Die Fantastischen Vier: Jetzt Geht's Ab – 3:24
15. The Individual Concern: Hey, Hey Mama (What Shall We Do) – 3:19